# Taizé
Taizé egy község Franciaországban, Burgundia régióban Chalon-sur-Saône és Mâcon között. A település 10,8 km-re északra Clunytól, 33,9 km-re Mâcontól található.

## Megközelíthetősége
Taizé az A6 autópályától letérve, Chalon-sur-Saône és Mâcon között található. A legközelebbi vasútállomás Mâcon-Loché-TGV, ami Párizstól TGV-vel 1 óra 35 percre; Genftől autóval pedig 2 órára található.

## Természetrajza
Keletről a Grosne folyó határolja a települést. A Nolainge, a Grosne mellékfolyója a települést nyugatról keletre keresztezve a településtől délre ömlik bele a Grosne-ba.

## Története
Taizé egy jelentéktelen, gyakorlatilag kihalt település volt, amíg Roger Louis Schütz-Marsauche, ismertebb nevén Roger testvér 1940-ben le nem telepedett a faluban, majd itt alapította meg később a Taizéi közösséget. Taizé egész évben nyitva áll az oda látogató fiatalok előtt, akik felekezeti hovatartozástól függetlenül vehetnek részt a közösség életében. A szerzetesek célja a Taizébe érkezők mind erőteljesebb közösségi integrációja, ezért a fiatalok bekapcsolódhatnak a tábor fenntartásába, közös imákon, illetve előadásokon, workshopokon vesznek részt, és természetesen bekapcsolódhatnak a táborban kialakított közösségi téren zajló mulatozásban is. Ugyanakkor a Taizébe érkező vendégeknek szintén lehetőségük van idejüket természeti közegben csendes elvonultságban tölteni.
A közösségi területen található épületek könnyen alakíthatóak, bővíthetőek vagy elbonthatóak, hogy ki tudják elégíteni a nyaranta megnövekedő igényeket.

## Érdekesség
A településről van elnevezve a 100033 Taizé aszteroida, melyet Freimut Börngen fedezett fel 1990. április 9-én. Ideiglenes neve 1991 GV10 volt.

## Kapcsolódó oldalak
- Taizéi közösség
- Roger testvér
- Alois Löser